# Élie Okobo
Élie-Franck Okobo (ur. 23 października 1997 w Bordeaux) – francuski koszykarz, reprezentant kraju, występujący na pozycji rozgrywającego, obecnei zawodnik ASVEL-u.
23 listopada 2020 został zwolniony przez Phoenix Suns. 9 lipca 2021 dołączył do francuskiego ASVEL-u.

## Osiągnięcia
Stan na 20 lipca 2021, na podstawie, o ile nie zaznaczono inaczej.
Indywidualne
- Uczestnik meczu gwiazd francuskiej ligi LNB Pro A (2018)

Reprezentacja
- Brązowy medalista mistrzostw Europy U–20 (2017)
- Uczestnik:
  - kwalifikacji do mistrzostw świata (2017)
  - mistrzostw Europy:
    - U–20 (2016 – 13. miejsce, 2017)
    - U–18 (2015 – 6. miejsce)